# Reserva índia Miccosukee

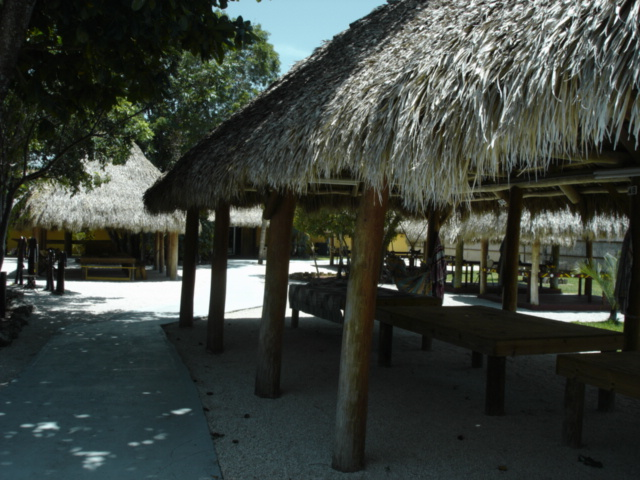
Cabanes índies a la reserva.

La reserva índia Miccosukee és la llar de la tribu d'amerindis Miccosukee. Es divideix en tres seccions en dos comtats del sud de Florida, EUA. La seva superfície total és de 332,183 km². No hi havia població resident al territori com a reserva en el cens del 2000.
La secció més gran, que es coneix com la Reserva Alligator Alley, està situada a l'extrem occidental del comtat de Broward, i fa frontera amb el comtat de Collier. Té una superfície de 329,076 km².
La segona secció més gran és la reserva de Tamiami Trail, que està situada 64 km a l'oest de Miami, al Camí de Tamiami (US Highway 41, o Southwest 8th Street), en el punt que el Camí de Tamiami es torna cap al nord-oest, a l'oest de comtat de Miami-Dade. Encara que aquesta secció és molt menor que la secció Alligator Alley, és el centre de la majoria de les operacions de la tribu. Té una extensió territorial de 2,884 km².
La secció més petita és la Reserva de Krome Avenue, situada a l'est de la secció del Camí de Tamiami i més a prop de la ciutat de Miami. També està en el Camí de Tamiami, a la cantonada nord-oest de la intersecció amb  Avinguda Krome (Avenue Southwest 177), a l'oest de la comunitat de Tamiami. Aquesta secció compta amb una superfície de només 55,04 hectàrees (0,2227 km²). El Miccosukee Resort & Casino es troba en aquest lloc.